# Mihályi Ernő (színművész)
Mihályi Ernő (Budapest, Erzsébetváros, 1905. szeptember 24. – Budapest, Józsefváros, 1949. március 7.) magyar színész.

## Családja
Szülei legenyei Mihályi Ernő színész-énekművész, Keresztély (Krisztiány) Vilma színésznő. Testvérei Mihályi Alice és Mihályi Vilcsi színésznők.

## Életútja
Grafikusnak készült, majd 15 éves korától Rákosi Szidi színésziskolájában tanult. 1928. szeptember 1-én lépett a színipályára. 11 évig szerepelt a Felvidéken és Prágában. Ezután 1938-tól Budapesten lépett fel a Pódium Kabaréban, 1941-től a Vígszínház, 1942-től pedig a Madách Színház művésze volt. 1945-ben a Magyar Színházban és az Új Színházban lépett színpadra, 1946-47-ben a Pesti Színházban, 1947-ben a Medgyaszay Színházban játszott. Drámákban, komédiákban és operettekben aratott sikert. Népszerű komikus volt, akit rendkívüli karikírozó és átváltozó képességéről ismertek.

## Fontosabb színházi szerepei
- Fekete Péter (Eisemann Mihály: Fekete Péter)
- Báró (Gorkij: Éjjeli menedékhely)
- Dr. Steinitz (Hauptmann: Naplemente előtt)
- Színházigazgató (Pirandello: Hat szerep keres egy szerzőt)
- Virág úr (Hunyady Sándor: Lovagias ügy)
- Hjalmar (Ibsen: A vadkacsa)

## Filmszerepei
- Autogram Lili (1917, rövid) – diák
- Tamás úrfi kalandjai (1918)
- Tomi, a megfagyott gyermek (1936) – Galgóczy Gedeon, Anna kérője
- 3 : 1 a szerelem javára (1937) – szurkoló
- A miniszter barátja (1939) – fotóriporter az estélyen
- Hazajáró lélek (1940) – Mayer, a „Rézkrajcár” tulajdonosa
- Egy éjszaka Erdélyben (1941) – kamarás
- Háry János (1941) – Napóleon
- Tavaszi szonáta (1942) – karmester
- Kadettszerelem (1942) – ezredorvos
- Estélyi ruha kötelező (1942) – Dupont
- Csalódás (1942) – Podvinetz Félix artistaügynök
- Gyávaság (1942) – Atyamadár
- Enyém vagy! (1942) – Kinz úr, a Berta Szalon tulajdonosa
- A harmincadik... (1942) – vezérigazgató
- Fekete hajnal (1942) – Benkő Gábor, László barátja
- Álomkeringő (1942) – Paul Müller operaénekes
- Szeptember végén (1942) – színigazgató
- A láp virága (1942) – Frici, Jessy bátyja
- Négylovas hintó (1942) – Tivadar
- A tökéletes család (1942-43) – Manó gróf
- Egy szoknya, egy nadrág (1943) – gróf Borsay Ubul
- Szerencsés flótás (1943) – Péter bácsi
- Ragaszkodom a szerelemhez (1943) – Árpád, banki vezérigazgató
- Fekete leves (1943, rövid) – férj
- Megálmodtalak (1943) – Lívia apja
- Kerek Ferkó (1943) – Kornya Tamás újságíró
- Ágrólszakadt úrilány (1943) – Csermely Csongor
- Sári bíró (1943) – Hajdók Pál, a bíró sógora
- Boldog idők (1943) – Őszi Sándor
- Zörgetnek az ablakon (1943)
- Egy fiúnak a fele (1943-44) – Vida Anna apja
- Boldoggá teszlek (1944) – Balázs Géza vezérigazgató, Judit apja
- Makkhetes (1944) – Kövi Dénes, a „Korona” tulajdonosa
- A három galamb (1944) – Groll Guszti / Groll Fábián építőmester
- Csiki Borka tánca (1944, befejezetlen)

## Meg nem valósult forgatókönyve
- Benedek Boldizsár (1944, Bán Frigyessel)